# Okręty podwodne projektu 667A
Okręty podwodne projektu 667A (NATO: Yankee I) – radzieckie okręty podwodne o napędzie jądrowym, przenoszące szesnaście pocisków balistycznych R-27. Okręty te były pierwszymi jednostkami drugiej generacji radzieckich jednostek wyposażonych w pociski klasy SLBM, których konstrukcję i budowę rozpoczęto w celu zniwelowania amerykańskiej przewagi ilościowej i jakościowej osiągniętej dzięki powstałym w ramach programu 41 for Freedom okrętom pierwszej generacji Polaris.
Pierwszym projektem II generacji był projekt okrętów 667, mających przenosić osiem pocisków R-21 (SS-N-5), jednakże z uwagi na stopień komplikacji konstrukcji spowodowanej koniecznością końcowego montowania pocisków dopiero na pokładzie okrętów oraz pomysłem obrotowej wyrzutni, projekt ten nie doczekał się realizacji. W międzyczasie dobiegały końca prace nad nowymi mniejszymi pociskami RT-15M na paliwo stałe, będącymi morską wersją pocisku lądowego, który wszedł do testów na pokładzie okrętu projektu 613D7 (NATO: Whiskey) (S-229). Biuro SKB-385 zaproponowało wprowadzenie do służby mniejszych pocisków R-27) na paliwo ciekłe (NATO: SS-N-6, Serb), działających w systemie D-5, wraz z okrętami nowego projektu 667A. Projekt ten został skierowany do produkcji w Siewierodwińsku oraz w Komsomolsku nad Amurem.
Podobnie do amerykańskich okrętów Polaris, okręty projektu 667A wyposażone zostały w 16 pionowych wyrzutni, umieszczonych w dwóch rzędach tuż za kioskiem. Okręty te dysponowały jednak lepszą od amerykańskich jednostek głębokością zanurzenia, krótszym czasem pomiędzy odpaleniem poszczególnych pocisków, a także większa prędkością. 667A mogły odpalać pociski z głębokości 50 metrów - dwukrotnie większej niż jednostki typów Polaris. Zgodnie jednak z opiniami nawet radzieckich konstruktorów (Szef projektu 667A biura CKB-18 – Kowalew), okręty radzieckie były znacząco głośniejsze od jednostek Polaris.